# Rezzoaglio
Rezzoaglio (en patois Rusagni) est une commune de 862 habitants, de la ville métropolitaine de Gênes dans la région Ligurie en Italie. Après Gênes est la seconde commune de la "province" pour l'étendue de son territoire et la troisième de la région.

## Administration
| Période                                  | Période | Identité         | Étiquette                      | Qualité |
| ---------------------------------------- | ------- | ---------------- | ------------------------------ | ------- |
| 2014                                     | 2019    | Daniele Mareschi | Lista civica "L'Aveto Libertà" | Maire   |
| Les données manquantes sont à compléter. |         |                  |                                |         |

### Hameaux
Alpepiana, Brignole, Brugnoni, Cabanne, Ca' degli Alessandri, Calcinara, Calzagatta, Cardenosa, Casaleggio, Cascine, Cerisola, Villa Cerro, Chiappetta, Codorso, Cognoli, Costafigara, Costigliolo, Ertola, Esola, Farfanosa, Garba, Ghierto, Gragnolosa, Groparolo, Isola, Isolarotonda, Isoletta, Lovari, Magnasco, Mandriole, Mileto, Moglia, Molini, Monte, Noci, Parazzuolo, Pianazze, Piandifontana, Piandomestico, Villa Piano, Prato della Casa, Priosa, Villa Rocca, Roncopiano, Villa Salto, Sbarbari, Scabbiamara, Segaglia, Tecchia, Ventarola, Vicomezzano, Vicosoprano, Villa Cella, Villa Noce, Lago delle Lame

### Communes limitrophes
Borzonasca, Favale di Malvaro, Ferriere, Fontanigorda, Lorsica, Montebruno, Orero, Ottone, Rovegno, San Colombano Certénoli, Santo Stefano d'Aveto